# Ranunculus macranthus
Ranunculus macranthus là một loài thực vật có hoa trong họ Mao lương. Loài này được Scheele miêu tả khoa học đầu tiên năm 1848.